# Citrus (альбом)
Citrus (с англ. — «Цитрус») — второй студийный альбом американской шугейз-группы Asobi Seksu, выпущенный 30 мая 2006 года на лейбле Friendly Fire Recordings и 13 августа 2007 года в Европе на лейбле One Little Indian Records. С альбома было выпущено три сингла: «Thursday» (в августе 2007 года), «Strawberries» (в ноябре 2007 года) и «Goodbye» (в марте 2008 года). Песня «Thursday» играет в 1-м эпизоде 2-го сезона британского телесериала Молокососы; также в этом же телесериале в первом эпизоде 3-го сезона играют такие песни с альбома, как «Lions and Tigers» и «Nefi + Girly».

## Список композиций
Слова и музыка всех песен — группы Asobi Seksu, за исключением отмеченных..
| №                   | Название                   | Длительность |
| ------------------- | -------------------------- | ------------ |
| 1.                  | «Everything Is On»         | 0:17         |
| 2.                  | «Strawberries»             | 3:57         |
| 3.                  | «New Years»                | 3:09         |
| 4.                  | «Thursday»                 | 4:17         |
| 5.                  | «Strings»                  | 5:27         |
| 6.                  | «Pink Cloud Tracing Paper» | 3:27         |
| 7.                  | «Red Sea»                  | 7:45         |
| 8.                  | «Goodbye»                  | 3:44         |
| 9.                  | «Lions and Tigers»         | 4:08         |
| 10.                 | «Nefi + Girly»             | 4:37         |
| 11.                 | «Exotic Animal Paradise»   | 4:06         |
| 12.                 | «Mizu Asobi»               | 2:40         |
| Общая длительность: | Общая длительность:        | 47:26        |

### UK-издание
| №                   | Название                                                  | Длительность |
| ------------------- | --------------------------------------------------------- | ------------ |
| 13.                 | «All Through the Day» (Джером Керн, Оскар Хаммерстайн II) | 3:07         |
| Общая длительность: | Общая длительность:                                       | 49:13        |

## Участники записи
| Asobi Seksu - Юки Тикудатэ — вокал, орган, синтезатор, колокольчики, игрушечное пианино - Джеймс Ханна — вокал, гитара - Хаджи — гитара, бас-гитара Приглашённые музыканты - Брайан Грин — барабаны - Алекс Назарьян — альт | Производственный персонал - Крис Зэйн — продюсер, микширование, перкуссия - Билли Павоне — звукорежиссёр - Алекс Элди — ассистент звукорежиссёра - Сара Рэгистер — мастеринг - Шон Маккейб — арт-директор, дизайн, фотограф |